# روتلج
راوتلج (انگلیسی: Routledge؛ آوایش انگلیسی: /ˈraʊtlɛdʒ/) انتشاراتی در بریتانیا است که جورج راوتلج آن را در سال ۱۸۵۱ تأسیس کرد. این انتشارات هم‌اکنون ۱۸۰۰ نشریه منتشر می‌کند. همچنین، سالانه بیش از ۵۰۰۰ عنوان کتاب جدید انتشار می‌دهد. راوتلج تاکنون بیش از ۷۰٬۰۰۰ عنوان کتاب چاپ و منتشر کرده‌است. گفته می‌شود که انتشارات راوتلج بزرگ‌ترین و پرکارترین ناشر در رشته‌های علوم انسانی و علوم اجتماعی است.
این انتشارات منتشرکنندهٔ چندین دانشنامه نیز هست:
- Routledge Encyclopedia of Philosophy, by Edward Craig (1998), in 10 volumes
- Encyclopedia of Ethics, by Lawrence C. Becker and Charlotte B. Becker (2002), in three volumes.
- Routledge Encyclopedia of International Political Economy
- Encyclopedia of Paleontology, by Ronald Singer (1987)
- Encyclopedia of language teaching and learning, by Michael Byram (2001)
- Medieval Islamic Civilization